# Macrocoma orthotrichoides
Macrocoma orthotrichoides är en bladmossart som beskrevs av Roelof J.van der Wijk och Margadant 1962. Macrocoma orthotrichoides ingår i släktet Macrocoma och familjen Orthotrichaceae. Inga underarter finns listade i Catalogue of Life.